# Simon Dolan
Simon Dolan, född den 20 maj 1969 i Chelmsford, är en brittisk racerförare och entreprenör.